# Elementos orbitais próprios

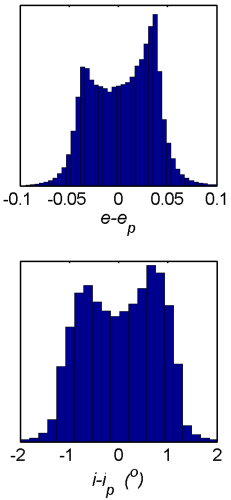
Distribuição da diferença entre os elementos orbitais próprios e os osculadores para asteroides com semi-eixos maiores entre 2 e 4 UA.

Os elementos orbitais próprios ou simplesmente elementos próprios de uma órbita são constantes de movimento de um objeto no espaço que permanecem praticamente inalteradas por escalas de tempo astronômicas extremamente longas. O termo é geralmente usado para descrever três grandezas:
- semi-eixo maior próprio (ap),
- excentricidade própria (ep) e
- inclinação própria (ip).

Os elementos próprios contrastam com os elementos orbitais keplerianos (de Kepler) osculantes observados em um momento ou época específicos, como o semi-eixo maior, a excentricidade e a inclinação. Esses elementos osculadores variam de maneira quase-periódica e (em princípio) previsível devido a efeitos como perturbações de planetas ou outros corpos, e precessão (por exemplo, a precessão do periélio). No Sistema Solar, tais mudanças ocorrem normalmente em escalas de milhares de anos, enquanto os elementos próprios são projetados para permanecer praticamente constantes por pelo menos dezenas de milhões de anos.
Para a maioria dos corpos, os elementos osculadores estão relativamente próximos dos elementos próprios porque os efeitos de precessão e perturbação são relativamente pequenos (ver diagrama). Para mais de 99% dos asteroides no cinturão de asteroides, as diferenças são inferiores a 0,02 UA (para o semi-eixo maior a), 0,1 (para a excentricidade e) e 2° (para a inclinação i).
Mesmo assim, essa diferença não é desprezível para propósitos em que a precisão seja importante. Como exemplo, o asteroide Ceres possui os seguintes elementos orbitais osculadores (na época de 26 de novembro de 2005)
| a           | e        | i        |
| ----------- | -------- | -------- |
| 2,765515 AU | 0,080015 | 10,5868° |

enquanto seus elementos orbitais próprios (independentes da época) são:
| ap          | ep       | ip      |
| ----------- | -------- | ------- |
| 2,767096 AU | 0,116198 | 9,6474° |

Uma exceção notável a essa regra da “pequena diferença” são os asteroides localizados nas Lacunas de Kirkwood, que estão em forte ressonância orbital com Júpiter.
Para calcular os elementos próprios de um objeto, normalmente realiza-se uma simulação detalhada de seu movimento ao longo de vários milhões de anos. Essa simulação deve levar em conta muitos detalhes da mecânica celeste, incluindo as perturbações causadas pelos planetas. Posteriormente, extraem-se da simulação as quantidades que permanecem inalteradas ao longo desse longo período; por exemplo, a inclinação média, a excentricidade média e o semi-eixo maior médio. Esses são os elementos orbitais próprios.[carece de fontes?]
Historicamente, diversos cálculos analíticos aproximados foram feitos, começando pelos de Kiyotsugu Hirayama no início do século XX. Métodos analíticos posteriores muitas vezes incluíam milhares de correções perturbativas para cada objeto em particular. Atualmente, o método preferido é usar um computador para integrar numericamente as equações da dinâmica celeste e extrair as constantes de movimento diretamente de uma análise numérica das posições previstas.

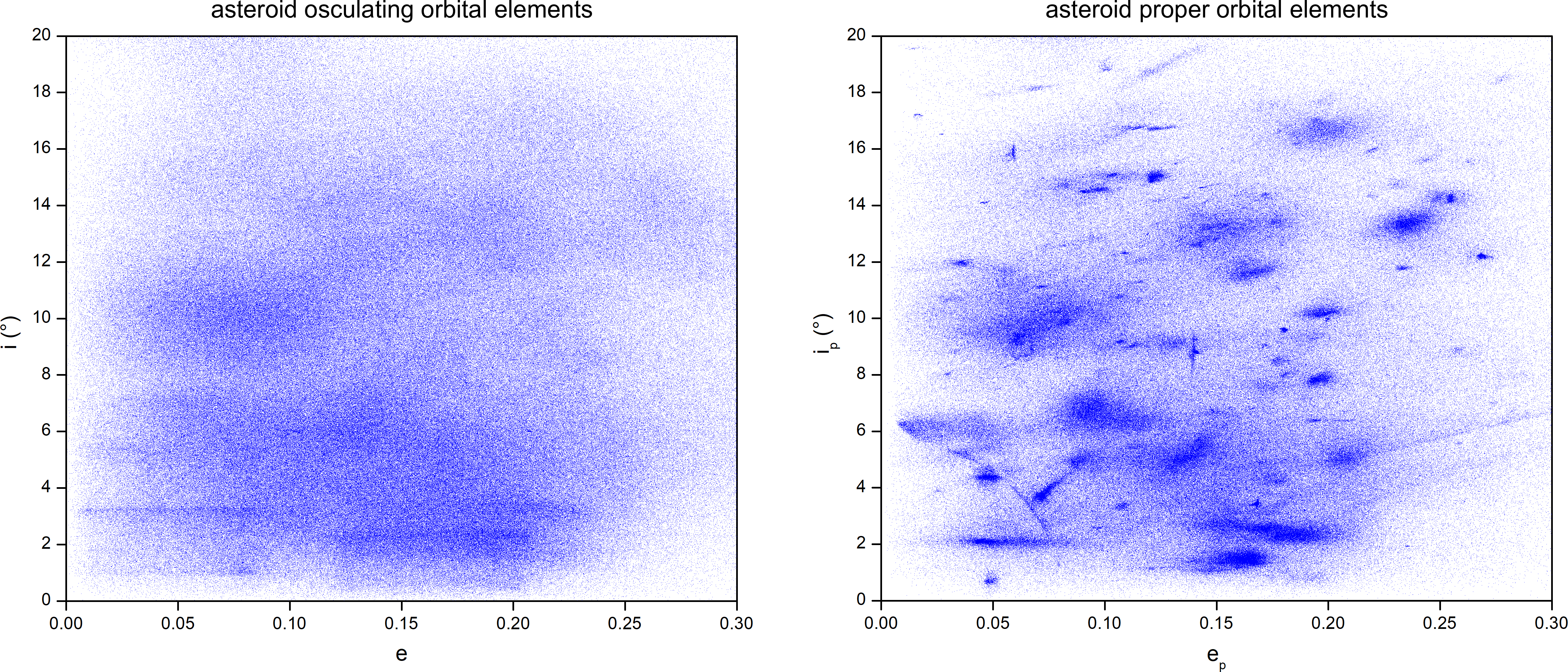
Elementos orbitais osculadores (à esquerda) e próprios (à direita) para asteroides no cinturão de asteroides. Note como os agrupamentos de famílias de asteroides não são discerníveis à esquerda.

Atualmente, o uso mais proeminente dos elementos orbitais próprios é no estudo de famílias de asteroides, seguindo os passos do trabalho pioneiro de Hirayama.
O asteroide cruzador de Marte 132 Aethra é o asteroide com menor número a não possuir quaisquer elementos orbitais próprios.